# Seo Mi-Jung
Seo Mi-Jung (en coreano: 서미정; 10 de febrero de 1980) es una deportista surcoreana que compitió en esgrima, especialista en la modalidad de florete. Ganó tres medallas en el Campeonato Mundial de Esgrima entre los años 2005 y 2010.

## Palmarés internacional
| Campeonato Mundial | Campeonato Mundial | Campeonato Mundial | Campeonato Mundial  |
| Año                | Lugar              | Medalla            | Prueba              |
| ------------------ | ------------------ | ------------------ | ------------------- |
| 2005               | Leipzig (Alemania) | Medalla de oro     | Florete por equipos |
| 2006               | Turín (Italia)     | Medalla de bronce  | Florete por equipos |
| 2010               | París (Francia)    | Medalla de bronce  | Florete por equipos |